# Ноймаген
Ноймаген (нем. Neumagen) — река в Германии, протекает по земле Баден-Вюртемберг. Длина реки — 26 км.
Название — кельтского происхождения (Noviomagus) переводится как Новое поле или Новая равнина.
В средние века от реки были прорыты множественные каналы, вода которых использовалась для в процессе добычи и переработки железной руды.
На реке Ноймаген расположен город Штауфен-им-Брайсгау.